# Wasserkraftwerk McCormick
Das Wasserkraftwerk McCormick (französisch Centrale McCormick) ist ein Speicherkraftwerk in der kanadischen Provinz Québec. Es befindet sich in der Region Côte-Nord, etwa drei Kilometer westlich von Baie-Comeau und kurz vor der Mündung des Rivière Manicouagan. Zusammen mit dem benachbarten Wasserkraftwerk Manic-1 nutzt es den Réservoir Manic 1 als Stausee. Das Kraftwerk besitzt acht Francis-Turbinen, die installierte Leistung beträgt 304 MW bei einer Fallhöhe von 37,8 Metern.

## Geschichte
Benannt ist das Kraftwerk nach Robert R. McCormick (1880–1955), dem Besitzer und Herausgeber der Zeitung Chicago Tribune. 1936 ließ er eine Papierfabrik errichten, die zwei Jahre später ihren Betrieb aufnahm. Damit gab er auch den Anstoß zur Gründung der Stadt Baie-Comeau in der bisher weitgehend unberührten Gegend. Um die Papierfabrik und weitere Industriebetriebe mit genügend Energie versorgen zu können, vereinbarte er eine Partnerschaft mit dem Aluminiumkonzern Alcoa. 1951 begann der Bau des Wasserkraftwerks, das am 18. Juli 1953 in Betrieb genommen wurde.
McCormicks Anteil von 60 % an der Manicouagan Power Company ging später an den Papierkonzern AbitibiBowater über, während Alcoa seinen Anteil von 40 % bis heute hält. Bereits in den 1950er Jahren erfolgte die erste Kapazitätserweiterung, ermöglicht durch den Bau eines Regulierungsbauwerks am Rivière Toulnustouc durch Hydro-Québec im Jahr 1959. Da das Kraftwerk McCormick ausschließlich für seine Besitzer und nicht für den allgemeinen Bedarf produzierte, war es von der Verstaatlichung der Quebecer Elektrizitätswirtschaft im Jahr 1963 ausgenommen.
Nachdem AbitibiBowater Gläubigerschutz beantragen musste, um den Konkurs abzuwenden, wurde der 60-Prozent-Anteil am Kraftwerk McCormick im Dezember 2009 für 615 Millionen CAD an Hydro-Québec verkauft.